# Nice Work If You Can Get It (альбом)
Nice Work If You Can Get It — пятьдесят второй студийный альбом американской джазовой певицы Эллы Фицджеральд, записанный в 1983 году на студии Pablo Records, в создании пластинки принял участие пианист Андре Превин и контрабасист Нильс-Хеннинг Эрстед Педерсен. Альбом стал последним посвящением певицы творчеству братьев Джорджа и Айры Гершвинов, до этого Фицджеральд уже обращалась к их наследию в таких своих записях, как Ella Sings Gershwin, Ella Fitzgerald Sings the George and Ira Gershwin Songbook и Porgy and Bess.

## Список композиций
Все тексты написаны Айрой Гершвином, вся музыка написана Джорджем Гершвином.
| №                   | Название                                                                    | Длительность |
| ------------------- | --------------------------------------------------------------------------- | ------------ |
| 1.                  | «A Foggy Day»                                                               | 6:10         |
| 2.                  | «Nice Work If You Can Get It»                                               | 5:14         |
| 3.                  | «But Not for Me»                                                            | 3:54         |
| 4.                  | «Let’s Call the Whole Thing Off»                                            | 2:46         |
| 5.                  | «How Long Has This Been Going On?»                                          | 5:01         |
| 6.                  | «Who Cares?»                                                                | 4:30         |
| 7.                  | «I’ve Got a Crush on You/Someone to Watch Over Me/Embraceable You» (Medley) | 4:56         |
| 8.                  | «They Can’t Take That Away from Me»                                         | 3:27         |
| Общая длительность: | Общая длительность:                                                         | 35:58        |

## Избранные участники записи
- Элла Фицджеральд — вокал.
- Андре Превин — фортепиано.
- Нильс-Хеннинг Эрстед Педерсен — контрабас.